# Gmina Đelekovec
Gmina Đelekovec (chorw. Općina Đelekovec) – gmina w Chorwacji, w żupanii kopriwnicko-kriżewczyńskiej. W 2011 roku liczyła 1533 mieszkańców.